# Ванг Сју
Ванг Сју (Пекинг, 27. септембар 1985) је кинеска рвачица и олимпијски победница. На Азијском првентству 2001. освојила је златну медаљу. На Светском првенству 2002. дошла је до сребрне медаље, а наредне године до бронзане. Највећи успех направила је на Олимпијским играма у Атини 2004. када се окитила златном медаљом. На Азијским играма 2006. такође је дошла до злата, а на првенству Азије 2007. била је бронзана. Исте године на Светском првенству заузела је пето место.

## Рееференце
1. ↑  „Wang Xu at www.iat.uni-leipzig.de”. iat.uni-leipzig. Архивирано из оригинала 15. 11. 2016. г. Приступљено 2016-11-14.